# Pathfinder (film)
Pathfinder is een actiefilm uit 2007 geregisseerd door Marcus Nispel, met in de hoofdrollen Karl Urban en Moon Bloodgood.
Het verhaal vertelt over een conflict tussen de Vikingen en de Indianen zes eeuwen voordat Columbus Amerika ontdekte. In werkelijkheid hebben de Vikingen rond het jaar 1000 korte tijd in Newfoundland in Canada gezeten. De film is enigszins gebaseerd op een Noorse film uit 1987. Dark Horse heeft een stripverhaal gemaakt met dezelfde titel.

## Cast
- Karl Urban - Ghost
- Moon Bloodgood - Starfire
- Russell Means - Pathfinder
- Jay Tavare - Blackwing
- Clancy Brown - Gunnar
- Ralf Möller - Ulfar